# Haniva

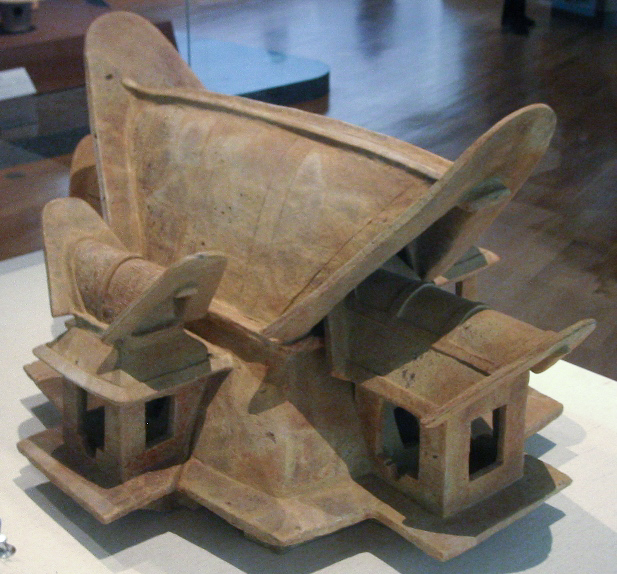
Haniva ház a Kofun-korból

A haniva (埴輪, szó szerinti jelentése: agyagból való gyűrűk) terrakotta agyagszobor, amit a Kofun-korban használtak a japánok.
Egy bizonyos wasumi nevű technikával készítették el, azaz rétegről-rétegre építették fel a hengeres testre az agyagot, így kapták meg végül a végső formáját a szobornak.
A legfontosabb hanivákat Honsún találták meg és Észak-Kjúsún. Legtöbbször ló, csirke, madár, legyező, hal, ház, fegyver, pajzs és ember alakúak. 
Kifejezetten nagy történelmi szerepük van, egyfajta történelmi archívumként funkcionálnak, mert általuk ismerhettük meg a korabeli ruhákat, frizurákat, mezőgazdasági eszközöket és az építészetet.

## Az elsőhanivák
Először Nyugat-Japánban a III. században jelentek meg, később azonban jelentős művészeti ággá nőtte ki magát.
Eredetileg henger alapformájuk sokáig meghatározta az alakjukat, csak később, a IV. században jelennek meg a pajzs és más eszközök, és az V. században a ló, kutya, emberábrázolások a Kofun-korszakra vonatkozó kutatások szerint. Azonban ezek a kutatások sem bizonyították be teljesen, hogy mi is volt a haniva szobrok eredeti rendeltetése és mi lehet az összefüggés az egyes darabok között.

## Ahanivajelentősége

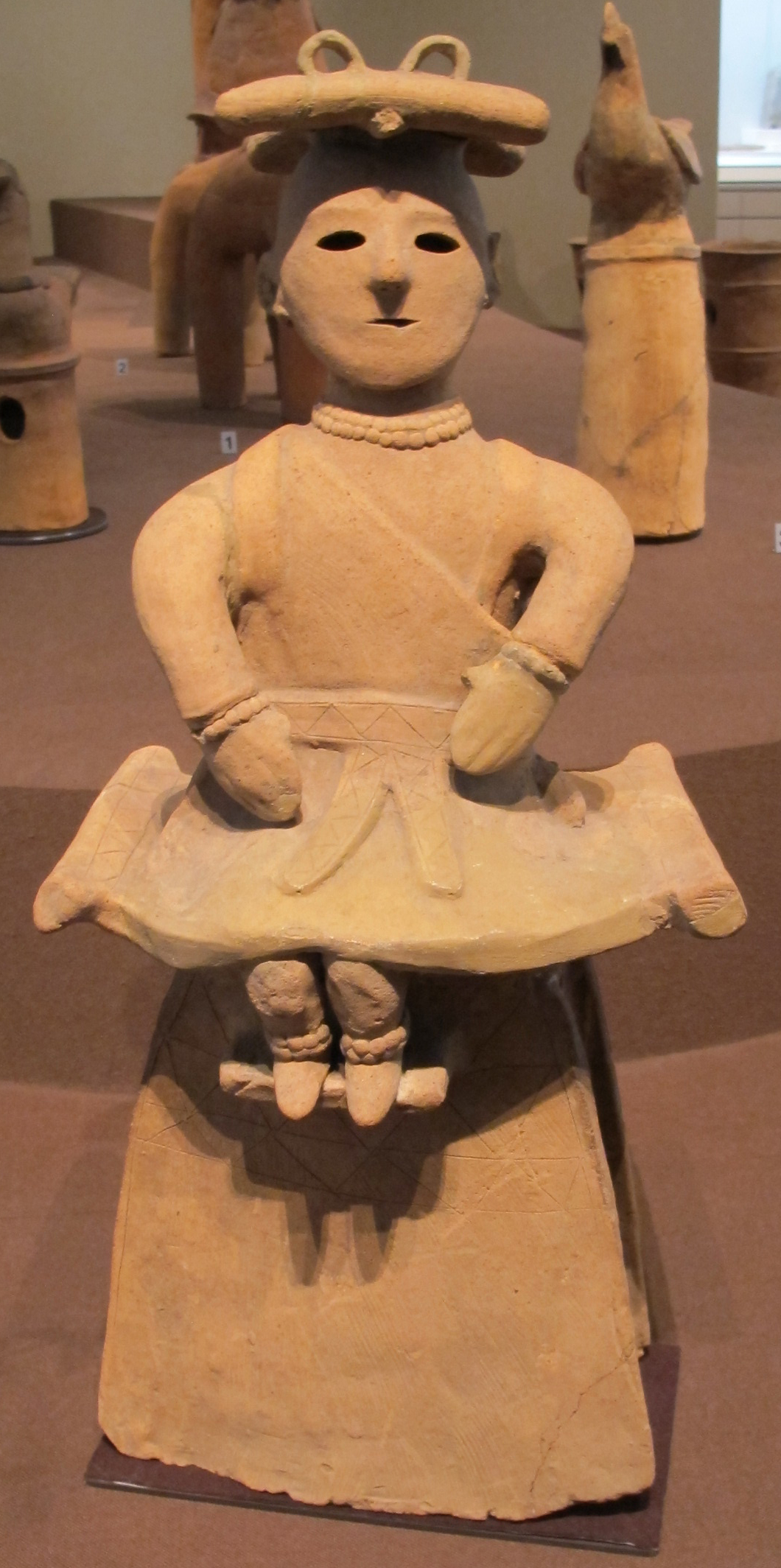
Haniva papnő

Lelőhelyeikből ítélve nagy valószínűséggel egy-egy sírhely határait jelölhették. Megjelenésük összefügghetett azzal a hittel, hogy a halottaknak eltávozásuk után is szükségük van eszközökre, fegyverekre, így a haniva-tárgyak ezáltal egyfajta sírtárgy jelleget vonhattak maguk után. 
Azonban furcsaságuk, hogy sosem helyezték őket a sírokban, mint sok helyen Európában. A haniva szobrokat minden esetben a síron kívül találták meg, ezért feltehető volt, hogy a fent említett rendeltetésük mellett dísztárgyként is funkcionáltak, főleg a Kofun-kor vége felé, ahol csoportokban helyezkedtek el. Egy síremléket akár több ezer haniva vehetett körül, sok esetben betetőzve a haniva ”felvonulással” az elhunyt üdvözülésére.
Azonban ezzel szemben Nihonsoki (Japán krónika) Suinin császár uralmáról szóló feljegyzésekben, ami egy kínai mintára komplikált, legitimista történelmi mű, az áll, hogy a törzsfőkkel együtt elevenen elföldelt kísérőket (szolgaszemélyzet és rabszolgák) helyettesítették a szobrok. Viszont ha ez a feltevés igaz, felmerült a kérdés, hogy miért nem kerültek akkor a szobrok a halottak együtt a sírba. 

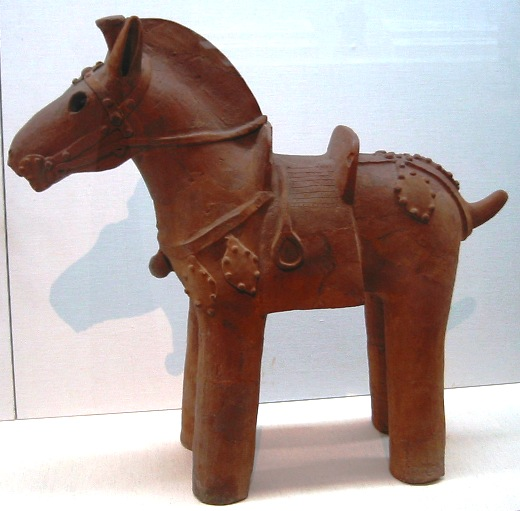
Haniva ló

Sok kínai évkönyvben is szerepel a Nihonshokihoz hasonló feljegyzés sírszobrocskákról, amiket azonban a halottal együtt temetnek el. Ezek a feljegyzések arra engedhetnek következtetni, hogy a kínai sírszobroknak hatása volt a hanivák kialakulására, de azok mégis önálló formában és önálló technikával fejlődtek.
Egyes feltevések szerint még a hanivák bajelhárító jelleggel is szolgálnak, a sírokon elhelyezett pajzsok és fegyverek a gonosz legyőzését szimbolizálják.
A hanivákat valószínűleg kisebb műhelyekben, családok állíthatták elő, de még nem a későbbiekben nagy szerepet játszó be-no tami-kban, az egyesített termelői csoportokban. Azonban így is több mint 11 280 darab szobor maradt ránk csak egy sírdombból a mai Oszaka közeléből.

## Ahanivakinézete

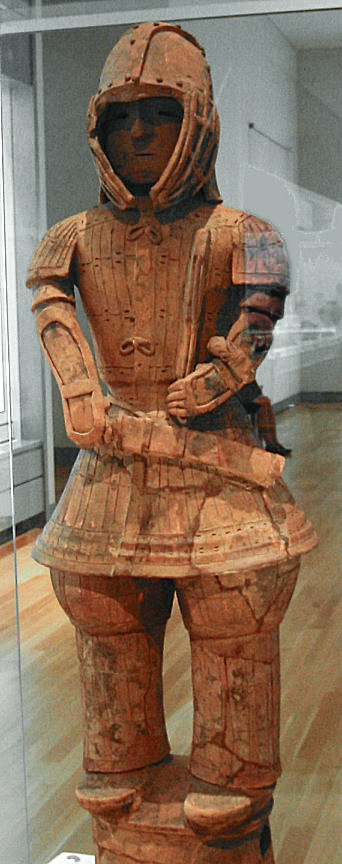
Ótai haniva harcos

A hanivák sokszínű kinézettel rendelkeznek az egyszerű tárgyaktól az emberábrázolásig. Leggyakoribb ábrázolásmódjaik a lovak, ami megalapozza a lovas nép hódításairól szóló hipotézist. Ezek az állatok általában teljesen felszerszámozva, csengőkkel, nyergük alatt nyeregtakaróval jelennek meg. 
Ezen kívül a harcosok is nagy jelentőséggel bírnak. Ebből kitűnik az ótai haniva harcos a maga 125,7 cm magasságával, teljes páncélzatban, ami sisakból, arcvédő lemezekből, váll és nyakvédőből, páncélingből és nadrágból állt. Kantó régióban sok ilyen szobrot találtak, amik által így pontos képet kaptunk a Kofun-kor katonáinak és arisztokratáinak megjelenéséről.
Az ősi tumuluszok korával azonban véget ér a szürkés és vörösesbarna agyagból készült üreges szobrok, a hanivák korszaka és átadja a helyét az Aszuka-kor beli művészetek fejlődésének.